# Font de Cerverisses

La Font de Cerverisses, respecte del terme de Castellcir

La Font de Cerverisses, o de Cerverissa, és una font del poble de Castellcir, en el terme municipal del mateix nom, a la comarca del Moianès.
Està situada a 633 metres d'altitud, en el sector meridional del terme. A l'esquerra del torrent de Cerverisses, és al sud-oest de la masia del Vilardell i al nord-est del Mas Torroella. És al sud-est del Camp de Cerverisses i al nord de l'Obaga de Torroella.